# Culex trisetosus
Culex trisetosus är en tvåvingeart som beskrevs av Fauran 1961. Culex trisetosus ingår i släktet Culex och familjen stickmyggor.
Artens utbredningsområde är Franska Guyana. Inga underarter finns listade i Catalogue of Life.